# 碟仙
碟仙，一種通靈占卜方式，在華人世界廣為流傳，由西洋的通靈板（Ouija board）改造而來。
類似的占卜法還有筆仙、筷仙、銀仙、錢仙、鏡仙、手仙、渣仙、守護神等。

## 起源及經過
碟仙並非中國傳統巫術，始見於1930年代的香港，是由在德國留學的香港學生把西方的通靈板本土化的產物，方型改成圓形，木板改為紙製，英文字母改為漢字。稱為科學靈乩圖，不久即在廣東沿海城市流行。
1934年，「科學靈乩圖」在上海發售，聲稱由徐桐發明，並於《申報》刊登廣告宣傳：
|  | 神軍突起，科學靈乩圖！每套特價大洋二角，徐桐先生發明，只用一隻普通碟子，就能與神鬼談話！無迷信意味，全憑科學新法。投機進退、人事休咎、頭獎號碼、時局安危、貨物失竊、謀事得失……只要一問，都能明白答出！人手一卷勝得萬能的顧問！南洋廣東，早已風行，今新到上海，老少男女均可隨時隨地施乩。不怕你不信，只怕你不試！ 注意：碟乩係中國留德科學界徐桐先生所發明，無神怪意味，全憑科學新法施乩。市上所有神仙作用者，全係假冒。既憑科學，何來神仙？用者購時，務要認明徐桐先生原編，以免偽貨誤人。 |

另一版本的「科學靈乩圖」由香港科學遊藝社出版，聲稱發明者為留德學生白同：
|  | 留德白同经多年研究所发明，纯用科学方法构就，丝毫不带迷信作用。 |

「科學靈乩圖」公開發售後隨即風靡上海，掀起熱潮，再傳遍中國大陸，一發不可收拾，當時各地政府為了破除迷信，均發出行政命令禁售碟仙，在碟仙最流行一個月後的1934年5月到6月，上海、北平先後禁止市面再出售「科學靈乩圖」，更派員到書局查檢尚存的碟仙。
碟仙曾在1960年代風靡臺灣民間，特別是在中小學校流行，時常可見同學三五成群聚在一起玩碟仙。當時政府見碟仙以飛快的速度在蔓延，為了端正社會風氣，遏止歪風，中華民國政府下令查禁碟仙，嚴禁製造及販賣。

## 後遺症
多數參加碟仙的使用者，認為這只是一種有趣的神秘遊戲。但是少數人，在參加完碟仙儀式之後，會發生後遺症。這些後遺症有時只對個體產生影響，但是也有後遺症集體發生的案例，它的症狀包括不自主的哭泣、憂鬱、嘔吐、產生幻覺、意識不清或昏迷，有時甚至造成自殺。
有些人宣稱這是遭鬼魂附體引起。但是醫學界認為，這可能是受到暗示的力量，而引發的精神疾病。

## 觀點
碟仙、筆仙、紫姑仙和銀仙都是比較容易請鬼仙的方法，但是由於電影中的渲染，特別是香港電影《碟仙》、《陰陽錯》及好莱坞電影《驅魔人》的出現，使得碟仙及類似的活動更具「魔力」。
一些人相信存在碟仙，不過認為所請來的大都是「小仙」孤魂野鬼之類的，並且來自於陰間的鬼仙會吸取在陽間生活的人們的精血。
更有人認為：請神容易送神難。請碟仙，更容易引鬼附身，導致走火入魔，最終引起精神疾病。當中的參與者以女學生較多。
科學家及無神論者，或有其他信仰的人認為，關於碟仙的種種理論均不符合所謂科學原理，是一種迷信。與碟仙交談的過程，只是一種心理暗示的結果，心理學叫ideomotor effect。
從不相信碟仙的人的角度來看，在瀏覽了網路上曾經接觸碟仙人的經驗談而歸納出一些結論：
- 只要是玩的人所知道的事通常會是準的，因為這是人的心理暗示的結果。
- 只要是未來的事通常是不準的。尤其機率分配太多的時候，即使選擇題四選一，也會不準。
- 第一次接觸碟仙總要花費較長的時間，半小時到一小時不定，但若其中有人先前接觸過的話反而會較快請出碟仙。
- 碟子會移動是可以確定的，但是否經由人有意或無意去移動是有辦法發現的，原理是放兩層卡紙，最頂接觸手指的卡可以移動，如果順著推，卡紙會拉著碟，而結果外國的實驗看到，是人不自覺去推碟仙。
- 使碟仙上碟後也可以被人以手指施力的方式移動。
- 從來沒有權威性的人物或節目來實驗它的真假，只見於商業電視台吸引觀眾的話題之一。[來源請求]

## 其他源於通靈板的占卜法
- 狐狗狸，流行於日本
- 分身娑婆，流行於韓國

## 外部連結
- 碟仙遊戲釋疑 — 跟者是你，推者也是你 （页面存档备份，存于）簡體 （页面存档备份，存于） (一篇以科學和心理學解釋碟仙的文章)
- 研究人類大腦 探索潛意識 （页面存档备份，存于）